# Кеведу, Вашку Моузинью де
Ва́шку Моузи́нью де Кеве́ду Каште́л-Бра́нку (порт. Vasco Mouzinho de Quevedo Castel-Branco; около 1570 Сетубал — 1650) — португальский эпический поэт второго плана, то есть относящийся к последователям Луиша де Камоэнса. В историю португальской литературы вошёл как автор поэмы «Афонсу Африканец» (1611) о покорении Асилы (порт. Arzila) и Танжера португальским королём Афонсу V.

## Варианты передачи имени
- Vasco Mousinho de Castelbranco (на титуле издания 1596 года)
- Vasco Mausinho de Quebedo (на титуле издания 1611 года)
- Vasco Mausino de Quevedo (на титуле издания 1619 года)
- Vasco Mouzinho de Quevedo
- Vasco Mousinho de Queuedo (в рукописи «Диалогов»)
- Vasco Mousinho Quevedo e Castelo Branco (на титуле издания 1844 года)
- Vasco Mouzinho de Quebedo (на скульптуре пьедестала монумента Камоэнсу)
- Quevedo e Castel-Branco (Vasco Mousinho de)[2]
- Castel-Branco, Vasco Mouzinho de Quevedo[3]
- Vasco Mouzinho de Quevedo Castel-Branco[4][5]
- Quevedo, Vasco Mouzinho de > перенаправление на > Castel-Branco, Vasco Mouzinho de Quevedo[6]
- Vasco Mouzinho de Castelbranco[7]
- Vasco Mouzinho de Quevedo Castelbranco[7]

В первых публикациях поэта указывались различные варианты имени автора с отличающейся орфографией. При этом ныне составная из двух слов фамилия Каштелу Бранку в XVI и XVII веках писалась слитно — Каштелбранку. В начале XX века в португальском языке были допустимы два приемлемые варианта Кеведу и Кебеду. В данной статье в качестве полного имени указан вариант А. Ж. Сарайвы и О. Лопеша (Vasco Mouzinho de Quevedo Castel-Branco), но для удобства также используется сокращённое имя Вашку Моузинью де Кеведу.

## Жизнь и творчество
Точные даты рождения и смерти неизвестны, поэтому биографы указывают, что эпический поэт жил во второй половине XVI — начале XVII веков. Известно, что Кеведу родился в Сетубале и окончил Коимбрский университет по двум специальностям: гражданская и каноническая юриспруденция, после чего, видимо, работал адвокатом в Сетубале. Помимо того обладал обширными познаниями современной и древнеримской поэзии, посвятил себя поэтическому творчеству и стал почитаемым автором своего времени. Самым известным сочинением считается эпическая поэма «Афонсу Африканец» (Afonso Africano), впервые изданная в 1611 году, поэтому имя автора чаще всего ассоциируется с этим сочинением. В данном произведении восславляется завоевание в 1471 году Асилы (порт. Arzila) и Танжера португальским королём Афонсу V, прозванным затем поэтому «Африканцем». Покорение этих мест описано в поэме аллегорически — как борьба храброго воина с самим собой, который «сражается ради подчинения и покорения града в душе своей».
Первым по времени издания сочинением поэта был вышедший в 1596 году (имеются указания на 1597 год первой публикации) сборник «Речь о жизни и смерти св. Изабеллы королевы Португалии и другие стихи», содержащий поэму о св. Изабелле Португальской. Антология содержит биографическую поэму о св. Изабелле, 50 сонетов, 51 эмблематическое стихотворение, ещё 1 поэму, незавершённую эклогу, 28 романсов (под этим термином подразумевается жанр португальской поэзии, родственный средневековой балладе) и 38 глосс. Поэма о св. Изабелле Португальской написана октавами, содержит 6 песен и была посвящена Алвару де Ланкаштре, 3-му герцогу Авейру; создана по образцу эпопеи, хотя довольно урезана, а некоторые места свидетельствуют о подражании «Лузиадам». К жанру эпопеи относятся экзальтация заглавной героини, жизнеописание которой являет пример совершенства и соответствует евангелическим образцам при соблюдении христианских добродетелей в сравнении с гиперболизированными библейскими персонажами с использованием интерпретации аллегорий мифологических составляющих. В поэме представлены два плана: агиографический и эпический, отражающие доминировавшие духовность и умонастроение эпохи.
А. Ж. Сарайва и О. Лопеш отнесли В. М. де Кеведу к религиозным поэтам, поскольку как в своей эпической поэме об Афонсу Африканце, так и в лирической поэзии, собранной в сборнике «Речь о жизни и смерти св. Изабеллы королевы Португалии», автор строго следовал духу Тридентского собора, кроме того литературоведы нашли в творчестве поэта явные признаки маньеризма.

## Первые издания
- 1596 — «Речь о жизни и смерти св. Изабеллы королевы Португалии и другие стихи» (Discurso sobre a Vida e Morte de Santa Isabel Rainha de Portugal & Outras Varias Rimas / por Vasco Mousinho Castelbranco / Lisboa : por Manoel de Lyra : a custa de Esteuão Lopez, mercador de liuros).
- 1611 — «Афонсу Африканец» (Afonso Africano, Poema Heroico da Preza de Arzila e Tânger : dirigido a Dom Alvaro de Sousa, Capitão da Guarda Allemãa de Sua Majestade. Lisboa : por Antonio Alvarez) переиздана 1787, 1844. Критическое издание 2013 ISBN 978-972-9016-43-1.
- 1619 — «Триумф монарха Филиппа III на его счастливейшее прибытие в Лиссабон» (Triumpho del Monarcha Philippo tercero en la Felicissima Entrada de Lisboa. Lisboa : por Jorje Rodrigues).
- De judiciis (на латыни).
- Dialogos de varia doctrina illustrados com emblemmas (рукопись на итальянском)[2].

## Память
В июне 1867 года в Лиссабоне был открыт памятник к 300-летию Луиша де Камоэнса, выполненный скульптором Виктором Баштушем. Монумент представляет собой четырёхметровую фигуру поэта из бронзы, стоящую на восьмиугольном пьедестале в окружении восьми скульптур его современников высотой в 2,4 метра. Статуи представляют выдающихся деятелей науки, культуры и литературы Португалии XV и XVI веков, среди которых: историк и летописец Фернан Лопеш, космограф Педру Нунеш, летописец 
Гомеш Эанеш де Азурара, историки Жуан де Барруш и Фернан Лопеш де Каштаньеда и поэты Вашку Моузинью де Кебеду, Жерониму Корте Реал и Франсишку де Са де Менезеш.